# Upton (Wyoming)
Upton es un pueblo ubicado en el condado de Weston en el estado estadounidense de Wyoming. En el año 2010 tenía una población de 1100 habitantes y una densidad poblacional de 0.32 personas por km².

## Geografía
Upton se encuentra ubicado en las coordenadas 44°6′1.96″N 104°37′25.25″O / 44.1005444, -104.6236806. Según la Oficina del Censo, la localidad tiene un área total de 3,4 km² (1,3 mi²), de la cual 3,4 km² (1,3 mi²) es tierra y 0 km² (0 mi²) (0.0 %) es agua.

### Localidades adyacentes
El siguiente diagrama muestra a las localidades en un radio de 76 kilómetros (47,2 mi) de Upton.

## Demografía
En el 2000 la renta per cápita promedia del hogar era de $31 053, y el ingreso promedio para una familia era de $39 091. El ingreso per cápita para la localidad era de $15 165. En 2000 los hombres tenían un ingreso per cápita de $40 208 contra $17 500 para las mujeres. Alrededor del 11.10 % de la población estaba bajo el umbral de pobreza nacional.